# Los Cues, Querétaro Arteaga
Los Cues är en ort i Mexiko.   Den ligger i kommunen Huimilpan och delstaten Querétaro Arteaga, i den centrala delen av landet, 170 km nordväst om huvudstaden Mexico City. Los Cues ligger 1 999 meter över havet och antalet invånare är 1 622.
Terrängen runt Los Cues är kuperad åt sydväst, men åt nordost är den platt. Runt Los Cues är det ganska tätbefolkat, med 179 invånare per kvadratkilometer. Närmaste större samhälle är Santiago de Querétaro, 16,0 km nordväst om Los Cues. I omgivningarna runt Los Cues växer huvudsakligen savannskog.